# Morlanés (moneda)
El morlanés, también llamado morlán, morlanes o bearnés, fue una moneda de plata o vellón acuñada en Morlaas en el vizcondado de Bearne que circuló, además de Francia, por algunos reinos peninsulares, especialmente Aragón (especialmente en Jaca) y Navarra (especialmente en Ultrapuertos), durante la Edad Media.

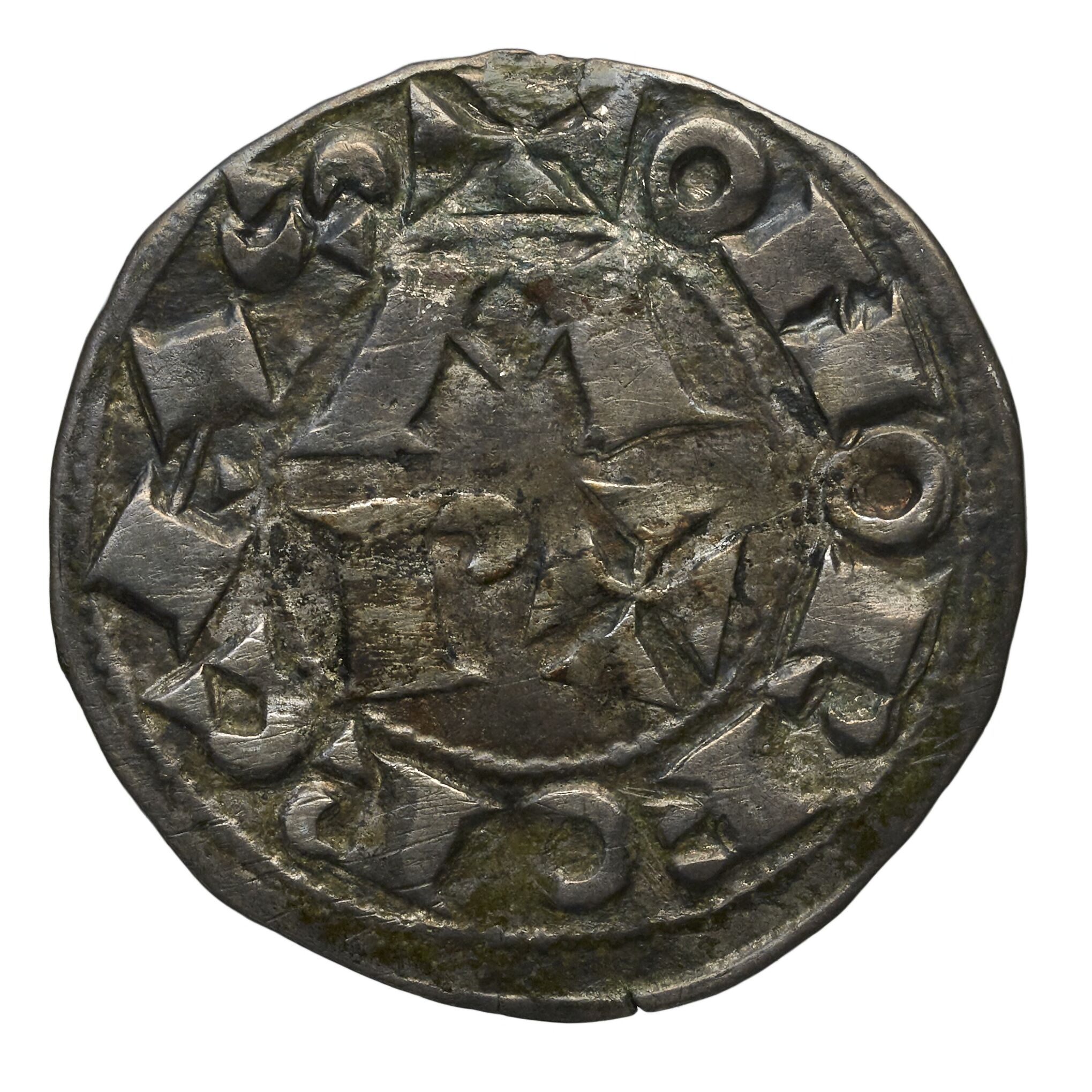
Dinero morlanés (anverso)

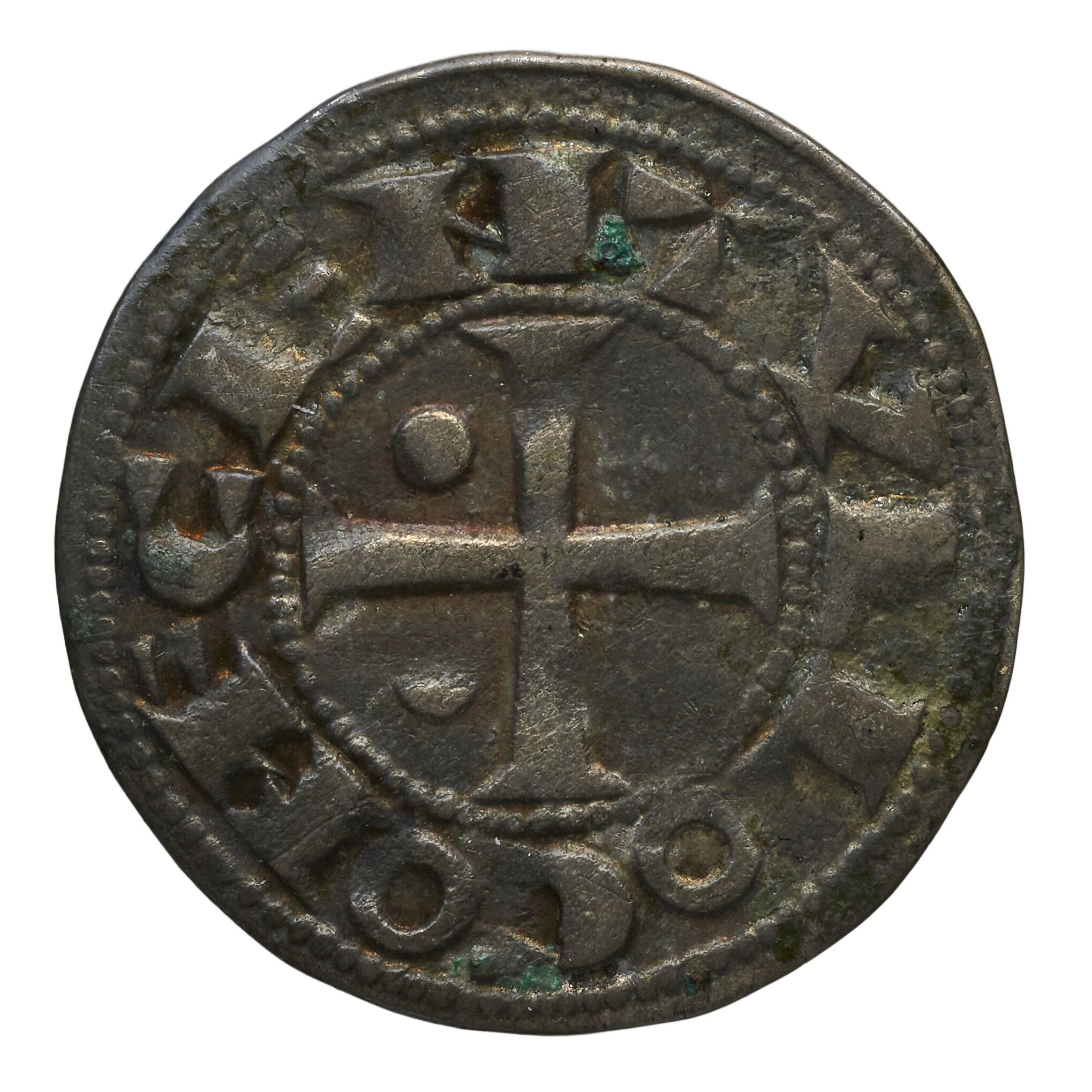
Dinero morlanés (reverso)

## Historia
El uso de los dineros y sueldos morlaneses se registra en Aragón y Navarra desde mediados del siglo XII: en el primer caso por la presencia de bearneses viviendo en Jaca, ciudad que acogió a una gran población franca de orígenes diversos; en el segundo caso, en un pago a cargo del obispo de Pamplona, en un asunto vinculado con vecinos de estos territorios ultrapirenaicos. El mismo rey Pedro II de Aragón había hipotecado el castillo de Burgui y el valle de Roncal, en manos aragonesas entonces, al vizconde de Bearne a cambio de «50.000 sueldos de moneda morlana» (documento fechado en Jaca, el 20 de marzo de 1209).
Durante la Baja Edad Media, la moneda, de manera oficiosa, circuló con mucha frecuencia por las tierras de Ultrapuertos, en detrimento de los sanchetes emitidos por los reyes navarros. Desde finales del siglo XIII hasta mediados del XIV apenas varió su cotización: de 20 dineros sanchetes en 1280, el sueldo morlanés pasó a valer 18 dineros entre 1300 y 1350. Aunque no cesó de devaluarse respecto al florín de oro, se comportó como una especie fuerte respecto de los carlines navarros, que, sometidos a fuertes depreciaciones durante la segunda mitad del siglo XIV, vieron cómo caía su cotización por 18 dineros de carlines negros o prietos en 1360, por 24 dineros en 1380 y, finalmente, por 48 entre 1384-1400.